# Lista de duques no pariato do Reino Unido
Esta é uma lista dos 30 duques atuais nos pariatos do Reino da Inglaterra, Reino da Escócia, Reino da Grã-Bretanha, Reino da Irlanda, Reino Unido da Grã-Bretanha e da Irlanda, e Reino Unido da Grã-Bretanha e Irlanda do Norte.
No Pariato da Inglaterra, o título de duque foi criado 74 vezes (40 títulos diferentes, o restante são recriações). Duas vezes mulheres foram feitas Duquesas pelo seu próprio direito (mas apenas títulos vitalícios); em adição, o Ducado de Marlborough foi herdado uma vez por uma mulher, a 2ª Duquesa de Marlborough. Das 74 criações, 37 títulos estão extintos atualmente, 16 títulos foram perdidos ou entregues, 10 foram fundidos com a Coroa, e 11 ainda existem. O primeiro, Cornualha, é um título que automaticamente passa para o seu herdeiro aparente (se e apenas se ele também for o filho mais velho vivo do Soberano). Um dos ducados está fundido com a Coroa, Lancaster, e continua a fornecer renda para o Soberano. Todos, exceto três dos ducados não-reais que tornaram-se extintos, extinguiram-se antes do século XX (Duque de Leeds extinguiu-se em 1964, o Duque de Newcastle extinguiu-se em 1988, e o Duque de Portland em 1990). O último confisco de um ducado inglês aconteceu em 1715. E o útlimo ducado britânico a extinguir-se foi o título de Duque de Portland em 1990. 
Os seis títulos mais antigos – criados entre 1337 e 1386 – são o Duque da Cornualha (1337), Duque de Lancaster (1351), Duque de Clarance (1362), Duque de Iorque (1385) Duque da Irlanda (1386). O título de Duque da Irlanda foi utilizado por apenas dois anos, e é confuso e contraditório, desde que apenas uma pequena porção da Irlanda estava sobre o controle inglês em 1386; não deve ser confundido com os ducados do Pariato da Irlanda. O título de Clarence não é utilizado desde 1478, quando Jorge (irmão de Eduardo IV) foi executado por traição. No entanto, Clarence foi utilizado como parte de um título composto, mais recentemente até 1892 quando o neto da rainha Vitória - filho do Príncipe de Gales), o Duque de Clarence e Avondale, morreu aos 28 anos de idade. Os títulos de Duque de Iorque e Duque de Gloucester, foram ambos extintos mais de uma vez e recriados como como títulos no Pariato do Reino Unido. Ambos são reservados para príncipes - e seus descendentes. O Ducado de Lancaster está fundido a Coroa e é detido pelo monarca.
Além dos ducados da Cornualha e Lancaster, o mais antigo título ainda existente é o de Duque de Norfolk, datando de 1483 (a primeira criação aconteceu em 1397). O Duque de Norfol é considerado o Primeiro Duque da Inglaterra. O Primeiro Duque da Escócia é o Duque de Hamilton e Brandon, enquanto na Irlanda é o Duque de Leinster.

## Ordem de precedência
A ordem comum de precedência entre os duques é:
1. Duques no Pariato da Inglaterra, em ordem de criação
2. Duques no Pariato da Escócia, em ordem de criação
3. Duques no Pariato da Grã-Bretanha, em ordem de criação
4. Duques no Pariato da Irlanda criados antes de 1801, em ordem de criação
5. Duques no Pariato do Reino Unido e Duques no Pariato da Irlanda criado depois de 1801, em ordem de criação

## Duques nos pariatos da Bretanha e Irlanda
| #  | Título                             | Criação   | Armas | Atual detentor                                     | Idade | Ascenção | Pariato      | Notas |
| -- | ---------------------------------- | --------- | ----- | -------------------------------------------------- | ----- | -------- | ------------ | --- |
| 1  | O Duque da Cornualha               | 1337      |       | Príncipe Guilherme, 25º Duque da Cornualha         | 40    | 2022     | Inglaterra   | Também Duque de Rothesay no Pariato da Escócia (1398).                                                   |
| 2  | O Duque de Norfolk                 | 1483      |       | Edward Fitzalan-Howard, 18.º Duque de Norfolk      | 67    | 2002     | Inglaterra   | Conde Marechal hereditário da Inglaterra, responsável por cerimônias reais.                              |
| 3  | O Duque de Somerset                | 1547      |       | John Seymour, 19.º Duque de Somerset               | 71    | 1984     | Inglaterra   | |
| 4  | O Duque de Richmond                | 1675      |       | Charles Gordon-Lennox, 11.º Duque de Richmond      | 69    | 2017     | Inglaterra   | Também Duque de Lennox no Pariato da Escócia (1675) e Duque de Gordon (1876).                            |
| 5  | O Duque de Grafton                 | 1675      |       | Henry FitzRoy, 12.º Duque de Grafton               | 43    | 2011     | Inglaterra   | |
| 6  | O Duque de Beaufort                | 1682      |       | Henry Somerset, 12.º Duque de Beaufort             | 68    | 2017     | Inglaterra   | |
| 7  | O Duque de St. Albans              | 1684      |       | Murray Beauclerk, 14.º Duque de St Albans          | 82    | 1988     | Inglaterra   | |
| 8  | O Duque de Bedford                 | 1694      |       | Andrew Russell, 15.º Duque de Bedford              | 59    | 2003     | Inglaterra   | |
| 9  | O Duque de Devonshire              | 1694      |       | Peregrine Cavendish, 12.º Duque de Devonshire      | 76    | 2004     | Inglaterra   | |
| 10 | O Duque de Marlborough             | 1702      |       | Jamie Spencer-Churchill, 12.º Duque de Marlborough | 65    | 2014     | Inglaterra   | |
| 11 | O Duque de Rutland                 | 1703      |       | David Manners, 11.º Duque de Rutland               | 61    | 1999     | Inglaterra   | |
|    | O Duque de Rothesay                | 1398      |       | Príncipe Guilherme, 24º Duque de Rothesay          | 40    | 2022     | Escócia      | Também Duque da Cornualha no Pariato da Inglaterra (1337).                                               |
| 12 | O Duque de Hamilton                | 1643      |       | Alexander Douglas-Hamilton, 16.º Duque de Hamilton | 43    | 2010     | Escócia      | Também Duque de Brandon no Pariato da Grã-Bretanha (1711).                                               |
| 13 | O Duque de Buccleuch e Queensberry | 1663/1684 |       | Richard Scott, 10.º Duque de Buccleuch             | 67    | 2007     | Escócia      | |
|    | O Duque de Lennox                  | 1675      |       | Charles Gordon-Lennox, 11.º Duque de Lennox        | 66    | 2017     | Escócia      | Também Duque de Richmond no Pariato da Inglaterra (1675) e Duque de Gordon (1876).                       |
| 14 | O Duque de Argyll                  | 1701      |       | Torquhil Campbell, 13.º Duque de Argyll            | 52    | 2001     | Escócia      | Também Duque de Argyll no Pariato do Reino Unido (1892).                                                 |
| 15 | O Duque de Atholl                  | 1703      |       | Bruce Murray, 12.º Duque de Atholl                 | 61    | 2012     | Escócia      | |
| 16 | O Duque de Montrose                | 1707      |       | James Graham, 8.º Duque de Montrose                | 86    | 1992     | Escócia      | |
| 17 | O Duque de Roxburghe               | 1707      |       | Charles Innes-Ker, 11.º Duque de Roxburghe         | 40    | 2019     | Escócia      | |
|    | O Duque de Brandon                 | 1711      |       | Alexander Douglas-Hamilton, 13.º Duque de Brandon  | 43    | 2010     | Grã-Bretanha | Também Duque de Hamilton no Pariato da Escócia (1643).                                                   |
| 18 | O Duque de Manchester              | 1719      |       | Alexander Montagu, 13.º Duque de Manchester        | 58    | 2002     | Grã-Bretanha | |
| 19 | O Duque de Northumberland          | 1766      |       | Ralph Percy, 12.º Duque de Northumberland          | 64    | 1995     | Grã-Bretanha | |
| 20 | O Duque de Leinster                | 1766      |       | Maurice FitzGerald, 9.º Duque de Leinster          | 73    | 2004     | Irlanda      | |
| 21 | O Duque de Wellington              | 1814      |       | Charles Wellesley, 9.º Duque de Wellington         | 75    | 2014     | Reino Unido  | |
| 22 | O Duque de Sutherland              | 1833      |       | Francis Egerton, 7.º Duque de Sutherland           | 81    | 2000     | Reino Unido  | |
| 23 | O Duque de Abercorn                | 1868      |       | James Hamilton, 5.º Duque de Abercorn              | 86    | 1979     | Irlanda      | |
| 24 | O Duque de Westminster             | 1874      |       | Hugh Grosvenor, 7.º Duque de Westminster           | 30    | 2016     | Reino Unido  | |
|    | O Duque de Gordon                  | 1876      |       | Charles Gordon-Lennox, 6.º Duque de Gordon         | 66    | 2017     | Reino Unido  | Também Duque de Richmond no Pariato da Inglaterra (1675) e Duque de Lennox no Pariato da Escócia (1675). |
|    | O Duque de Argyll                  | 1892      |       | Torquhil Campbell, 6.º Duque de Argylll            | 52    | 2001     | Reino Unido  | Também Duque de Argyll no Pariato da Escócia (1701).                                                     |
| 25 | O Duque de Fife                    | 1900      |       | David Carnegie, 4.º Duque de Fife                  | 60    | 2015     | Reino Unido  | |
| 26 | O Duque de Gloucester              | 1928      |       | Príncipe Ricardo, 2º Duque de Gloucester           | 76    | 1974     | Reino Unido  | |
| 27 | O Duque de Kent                    | 1934      |       | Príncipe Eduardo, 2º Duque de Kent                 | 85    | 1942     | Reino Unido  | |
| 28 | O Duque de Iorque                  | 1986      |       | Príncipe André, 1º Duque de Iorque                 | 61    | 1986     | Reino Unido  | |
| 29 | O Duque de Cambridge               | 2011      |       | Príncipe Guilherme, 1º Duque de Cambridge          | 40    | 2011     | Reino Unido  | |
| 30 | O Duque de Sussex                  | 2018      |       | Príncipe Henrique, 1º Duque de Sussex              | 38    | 2018     | Reino unido  | |
| 31 | O Duque de Edimburgo               | 2023      |       | Príncipe Eduardo, Duque de Edimburgo               | 59    | 2023     | Reino Unido  | |

## Lista dos herdeiros de duques nos pariatos das Ilhas Britânicas

### Herdeiros Aparentes
| Herdeiro                        | Ducado         | Relação          | Notas                                     |
| Ducados Reais                   | Ducados Reais  | Ducados Reais    | Ducados Reais                             |
| ------------------------------- | -------------- | ---------------- | ----------------------------------------- |
| Conde de Ulster                 | Gloucester     | Único filho      |                                           |
| Conde de St Andrews             | Kent           | Filho mais velho |                                           |
| Príncipe Jorge de Gales         | Cambridge      | Filho mais velho | Não estilizado como Conde de Strathearn   |
| Príncipe Archie de Sussex       | Sussex         | Único filho      | Não estilizado como Conde de Dumbarton    |
| Pariato da Inglaterra           |                |                  |                                           |
| Conde de Arundel                | Norfolk        | Filho mais velho |                                           |
| Lorde Seymour                   | Somerset       | Filho mais velho |                                           |
| Conde de March e Kinrara        | Richmond       | Filho mais velho |                                           |
| Conde de Euston                 | Grafton        | Filho mais velho |                                           |
| Marquês de Worcester            | Beaufort       | Filho mais velho |                                           |
| Conde de Burford                | St. Albans     | Único filho      |                                           |
| Marquês of Tavistock            | Bedford        | Único filho      |                                           |
| Conde de Burlington             | Devonshire     | Único filho      | Não estilizado como Marquês de Hartington |
| Marquês de Blanford             | Marlborough    | Filho mais velho |                                           |
| Marquês de Granby               | Rutland        | Filho mais velho |                                           |
| Pariato da Escócia              |                |                  |                                           |
| Marquês de Douglas e Clydesdale | Hamilton       | Filho mais velho |                                           |
| Conde de Dalkeith               | Buccleuch      | Filho mais velho |                                           |
| Conde de March e Kinrara        | Lennox         | Filho mais velho | Veja Duque de Richmond                    |
| Conde de Dalkeith               | Queensberry    | Filho mais velho | Veja Duque de Buccleuch                   |
| Marquês de Lorne                | Argyll         | Filho mais velho |                                           |
| Marquês de Tullibardine         | Atholl         | Filho mais velho |                                           |
| Marquês de Graham               | Montrose       | Filho mais velho |                                           |
| Pariato da Grã-Bretanha         |                |                  |                                           |
| Marque de Douglas e Clydesdale  | Brandon        | Filho mais velho | Veja Duque de Hamilton                    |
| Visconde Mandeville             | Manchester     | Filho mais velho | Título disputado                          |
| Conde Percy                     | Northumberland | Filho mais velho |                                           |
| Pariato do Reino Unido          |                |                  |                                           |
| Marquês Douro                   | Wellington     | Filho mais velho |                                           |
| Marquês de Stafford             | Sutherland     | Filho mais velho |                                           |
| Marquês de Hamilton             | Abercorn       | Filho mais velho |                                           |
| Conde de March e Kinrara        | Gordon         | Filho mais velho | Veja Duque de Richmond                    |
| Conde de Sothesk                | Fife           | Filho mais velho |                                           |

### Herdeiros presuntivos
| Herdeiro                | Ducado             | Relação            | Notas              |
| Pariato da Escócia      | Pariato da Escócia | Pariato da Escócia | Pariato da Escócia |
| ----------------------- | ------------------ | ------------------ | ------------------ |
| Lored Edward Innes-Ker  | Roxburghe          | Irmão mais novo    |                    |
| Pariato da Grã-Bretanha |                    |                    |                    |
| Lorde Kimble Montagu    | Manchester         | Irmão mais novo    | Título disputado   |
| Pariato da Irlanda      |                    |                    |                    |
| Edward FitzGerald       | Leinster           | Sobrinho           |                    |

### Duques sem herdeiros
| Duque                  | Notas                                                                                 |
| Ducados Reais          | Ducados Reais                                                                         |
| ---------------------- | ------------------------------------------------------------------------------------- |
| Duque de Iorque        | Atualmente divorciado com descendência, mas nenhum homem                              |
| Pariato do Reino Unido |                                                                                       |
| Duque de Westminster   | Solteiro. O Conde de Wilton é o herdeiro presuntivo para o Marquesado de Westminster. |